# Артамоново (Новосибирская область)
Артамоново — село в Сузунском районе Новосибирской области России. Входит в состав Битковского сельсовета.

## География
Площадь села — 33 гектаров.

## Население
| 2002 | 2007 | 2010 |
| ---- | ---- | ---- |
| 166  | ↘96  | ↘73  |

## Инфраструктура
В селе по данным на 2007 год функционирует 1 учреждение здравоохранения.